# Norman Bullock
Norman Bullock (Eccles, 8 settembre 1900 – 22 ottobre 1970) è stato un calciatore e allenatore di calcio inglese, di ruolo attaccante.

## Carriera

### Nazionale
Ha collezionato 3 presenze con la maglia della nazionale inglese.

## Palmarès

### Allenatore

#### Competizioni nazionali
- Second Division: 1

Leicester City: 1953-1954